# Кызычаков, Андрей Андреевич
 Халларов (Кызычаков) Андрей Андреевич  (род. 19 августа 1942, аал Малый Монок, Бейский район Хакасская автономная область — 1998, Абакан) — российский поэт, писатель, член Союза писателей России. Заслуженный работник культуры Республики Хакасия.

## Биография
Родился 19 августа 1942 года в аале Малый Монок Бейского района Хакасской автономной области. Рано осиротел (отец погиб на фронте).
После службы в армии учился на заочном отделении Абаканского педагогического института. Образование незаконченное высшее. Работал учителем в селе, затем строителем в городе, редактором Хакасского радио.

## Творчество
Сочинением тахпахов и стихов занимался со школьной скамьи. Первый рассказ «Одинокая сосна» был напечатан в альманахе «Ах тасхыл» в 1966 году. С тех пор произведения молодого автора регулярно публиковались на страницах этого издания и областной газеты «Ленин чолы». Первые стихи Халларова увидели свет в поэтических сборниках «Радуга» (1969) и «Весенние листья» (1979).
Рассказы писателя публиковались в журналах «Енисей» (Красноярск) и «Родники» (Москва).
Андрей Халларов (Кызычаков) — член Союза писателей России, член Союза писателей Хакасии, заслуженный работник культуры Республики Хакасия.